# Claudette Colbert
Claudette Colbert (IPA: /koʊlˈbɛɹ/; 13 tháng 9 năm 1903 – 30 tháng 7 năm 1996) là một nữ diễn viên sân khấu và điện ảnh người Mỹ gốc Pháp.
Sinh ra tại Saint-Mandé, Pháp và lớn lên ở New York, Colbert khởi nghiệp tại Broadway từ những năm 1920 rồi tiến tới phim tiếng. Bà bắt đầu đóng phim ở Paramount Pictures, sau đó tách ra hoạt động tự do và trở thành một trong những phụ nữ có thu nhập cao nhất trong ngành giải trí Mỹ. Colbert không chỉ được xem như một trong những nữ diễn viên tiêu biểu cho thể loại phim hài lập dị mà còn nổi tiếng vì khả năng diễn linh hoạt; bà đã giành Oscar nữ chính cho vai diễn hài lãng mạn trong It Happened One Night (1934), và cũng nhận được đề cử Oscar cho các vai chính kịch trong Private Worlds (1935) và Since You Went Away (1944).
Sự nghiệp của Colbert bắt đầu xuống dốc từ thập niên 50, và bộ phim cuối cùng của bà là vào năm 1961. Bà tiếp tục hoạt động sân khấu và truyền hình trong suốt những năm cuối đời. Sau gần 60 năm sự nghiệp, Colbert nghỉ hưu tại nhà riêng ở Barbados và qua đời năm 92 tuổi do tai biến mạch máu não.
Colbert giành được 3 giải thưởng Sarah Siddons và cũng được trao tặng giải Thành tựu trọn đời của Trung tâm Kennedy. Năm 1999, Viện phim Mỹ xếp bà đứng thứ 12 trong danh sách 50 nữ huyền thoại màn bạc Mỹ.

## Giải thưởng và vinh danh
| Giải                     | Phim                    | Kết quả   | Ghi chú |
| ------------------------ | ----------------------- | --------- | ------- |
| Vai nữ chính 1934        | It Happened One Night   | Đoạt giải |         |
| Vai nữ chính 1935        | Private Worlds          | Đề cử     |         |
| Vai nữ chính 1944        | Since You Went Away     | Đề cử     |         |
| Sarah Siddons 1980       | The Kingfisher          | Đoạt giải |         |
| Quả cầu vàng nữ phụ 1987 | The Two Mrs. Grenvilles | Đoạt giải |         |